# Фајербо (Калифорнија)
Фајербо (енгл. Firebaugh) град је у америчкој савезној држави Калифорнија. По попису становништва из 2010. у њему је живело 7.549 становника.

## Демографија
Према попису становништва из 2010. у граду је живело 7.549 становника, што је 1.806 (31,4%) становника више него 2000. године.
| Група             | 2000.         | 2010.         |
| Белци             | 565 (9,8%)    | 564 (7,5%)    |
| Афроамериканци    | 66 (1,1%)     | 70 (0,9%)     |
| Азијати           | 50 (0,9%)     | 40 (0,5%)     |
| Хиспаноамериканци | 5.026 (87,5%) | 6.887 (91,2%) |
| Укупно            | 5.743         | 7.549         |